# Cumayeri (district)
Cumayeri is een Turks district in de provincie Düzce en telt 12.805 inwoners (2007). Het district heeft een oppervlakte van 52,4 km². Hoofdplaats is Cumayeri.
De bevolkingsontwikkeling van het district is weergegeven in onderstaande tabel.
| 1997   | 2000   | 2007   |
| ------ | ------ | ------ |
| 11.701 | 13.348 | 12.805 |